# Meir Dagan
Meir Dagan, (hebreiska: מאיר דגן), född Huberman 30 januari 1945 i Kherson i Ukraina, död 17 mars 2016, var en israelisk militär och statstjänsteman.

## Uppväxt
Meir Dagans föräldrar var ashkenaziska judar, som när han föddes var på flykt från Polen till Sovjetunionen. År 1950 emigrerade familjen till Israel, där de bosatte sig i Bat Yam och drev ett tvätteri. Meir Dagan växte upp där Han studerade målning och skulptur på Tel Avivs universitet.

## Yrkesliv

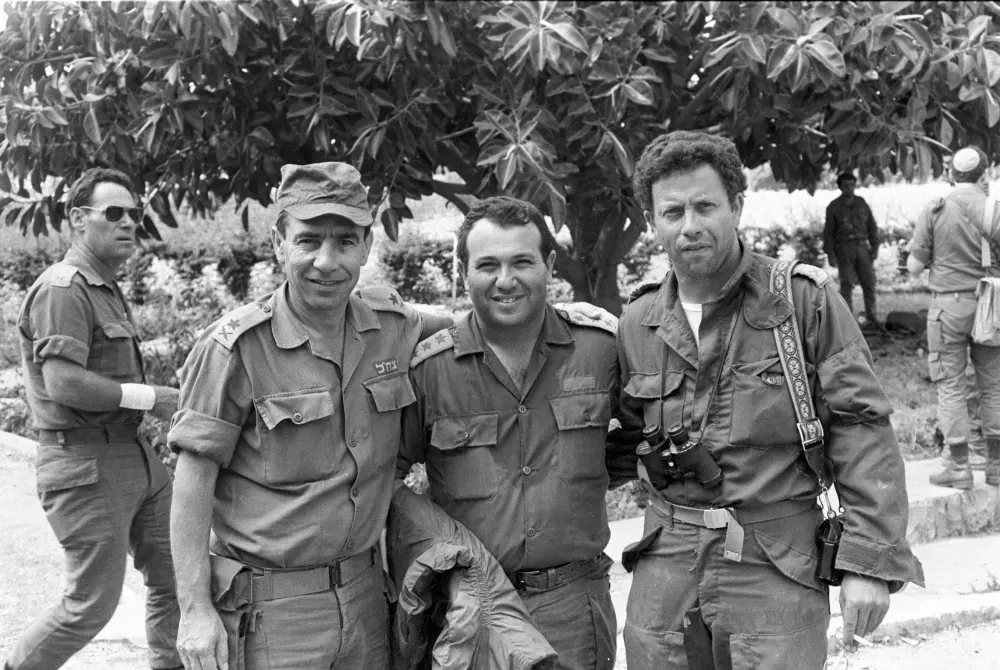
I mitten Dagan under 1982 års krig i Libanon

Dagan påbörjade sin värnplikt som fallskärmsjägare i Israels försvarsmakt 1963. Efter värnpliktens slut 1966 inkallades han 1967 under Sexdagarskriget som plutonchef vid fronten i Sinai. Dåvarande generalstabschefen Ariel Sharon utsåg honom att leda specialstyrelseenheten Sayeret Rimon, vars uppgift var att jaga misstänkta terrorister i Gaza. Meir Dagan stred också i Jom Kippurkriget 1973 vid fronten i Sinai. Under 1982 års krig i Libanon kommenderade han en mekaniserad brigad. På 1990-talet blev han utnämnd till generalmajor. Han pensionerdes från armén 1995 efter 32 års tjänst.
Därefter var Meir Dagan rådgivare i terroristbekämpning till Benjamin Netanyahu, och till en början som nationell säkerhetsrådgivare till Ariel Sharon. Sharon utnämnde honom i augusti 2002 till chef för Mossad. Dagans chefskap för Mossad förlängdes av Ehud Olmert 2007 till slutet av 2008 och ytterligare en gång 2008 till slutet av 2009. Under Benjamin Netanyahu förlängdes 2008 mandatet till slutet av 2010.
Efter det att han hade slutat på Mossad, gjorde Dagan flera offentliga kritiska uttalanden om att Israel genomfört en militär attack mot Irans anläggningar för kärnkraftutveckling, i polemik mot Netanyahu. Meir Dagan var efter perioden på Mossad chef för Israels hamnmyndighet.